# شهرستان کینگ (واشینگتن)
شهرستان کینگ (به انگلیسی: King County) بزرگ‌ترین شهرستان ایالت واشینگتن و چهاردهمین شهرستان بزرگ کشور ایالات متحده آمریکا است.
جمعیت شهرستان کینگ بر اساس سرشماری سال ۲۰۰۹ بالغ بر ۱٬۹۱۶٬۴۴۱ نفر است.
شهر سیاتل، واشینگتن بزرگ‌ترین شهر این شهرستان است و بیش از دو سوم جمعیت شهرستان را در خود جای داده است.

## ترکیب نژادی
بر اساس سرشماری سال ۲۰۰۰، سفیدپوستان ۷۵٫۷۳ درصد، آسیایی‌ها ۱۰٫۸۱ درصد، سیاه‌پوستان ۵٫۴۰ درصد، سرخ‌پوستان آمریکایی ۰٫۹۲ درصد و سایر نژادها بقیه جمعیت شهرستان کینگ را تشکیل می‌دهند.
بر اساس همین سرشماری، از جمعیت این شهرستان ۱۳٫۲ درصد دارای اصلیت آلمانی، ۹٫۱ درصد انگلیسی، ۸٫۳ درصد ایرلندی و ۵٫۵ درصد نروژی هستند.

## شهرها

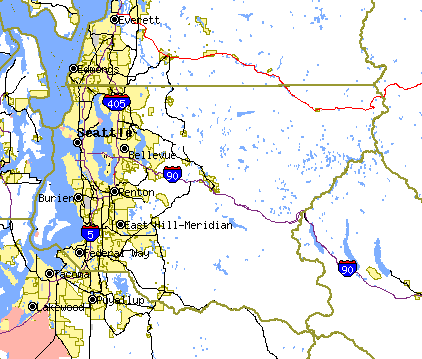

- الگونا
- اوبرن
- بلویو
- بلک دیاموند
- بوتهل
- بارین
- کارنیشن
- کاوینگتون
- دس موینز
- انامک لاو
- فدرال وی
- کنت
- کیریکلند
- لیک فورت پارک
- مدینا
- مرسرآیلند
- نیوکاسل
- نورمندی پارک
- نورت بند
- ردموند
- رنتون
- سام مامیش
- سی تک
- سیاتل، واشینگتن
- شورلاین
- اسناکوالمی
- وودین ویل